# 孟紹虞
孟紹虞（？—1644年），字闻叔，号玄钵，河南開封府杞縣民籍祥符縣人，明朝政治人物。

## 生平
万历三十一年（1603年）癸卯科舉人，四十一年癸丑（1613年）成進士，授翰林院庶吉士，历检讨、詹事、礼部侍郎。崇祯初晋礼部尚书兼翰林院学士。崇禎元年（1628年）致仕。據《明史·崔呈秀傳》，崇禎二年三月定客魏逆案，他與李精白同列名於「交結近侍又次等、論徒三年、輸贖為民者」129人之中，被罷斥還鄉。李自成三圍開封，掘黄河灌城，水冲杞縣，他避地淮阴。甲申（1644年）京師陷，仰天號泣，不食數日，忧愤而死。著有《绀雪堂集》十二卷。

## 家族
曾祖孟廷芳。祖父孟湖，寿官。父孟楠，國子監典籍。從兄孟紹康，同科進士。
子孟冏驌，字調之，崇禎己卯舉人，曉兵法，善骑射，乙亥流贼攻杞縣，知縣委守南門，指畫捍御，城賴以全。时人心汹汹，惧寇再至。冏驌与何印光谋出说巡抚高名衡及监军蘇京，赍战守具，为赴汴合守计。崇祯十五年，巡抚檄杞令吕翕如至汴聼指挥，杞士民偕往。巳而贼骑至，杞免罹锋镝者数万衆，祀乡贤。

## 引用
1. ↑  《萬曆四十一年癸丑科進士履歷》：孟绍虞，玄钵，诗五房，丁未九月十九日生。杞县人，癸卯鄉試五十名，会试八十八名，三甲二百七十一名。吏部政，改翰林院庶吉士，丙辰授检讨，祈养病，辛酉伏除原职，壬戌同考，本年升右赞善，管诰敕房，甲子升司经局洗马，升左谕德，乙丑升少占事，升正占事，充副总裁，丁卯升禮部右侍郎，經筵日講，升禮部尚書，戊辰補原职，己巳为民。
2. ↑  万历四十四年五月，以姜逢元、曾楚卿、缪昌期、李国普、王祚远、罗喻义、孟绍虞为简讨。
3. ↑  天启五年十二月，叙日讲官员，升协理詹事府事礼部右侍郎兼翰林院侍读学士骆从宇、施凤来各左侍郎；少詹事兼翰林院侍读学士孟绍虞詹事府詹事兼官日讲，俱照旧。
4. ↑  天启七年十二月，以登極恩，晉禮部侍郎孟紹虞為禮部尚書仍管尚書侍郎事。
5. ↑  崇禎元年，陞禮部左侍郎孟紹虞為禮部尚書兼翰林院學士掌部事，六月引疾賜金幣馳驛歸。
6. ↑  《杞縣志》
7. ↑  《河南通志》